# Félix Boisselier
Félix Boisselier (1776-1811), conegut com a Boisselier el gran per diferenciar-lo del seu germà petit i deixeble Antoine-Félix Boisselier, va ser un dibuixant i pintor d'història francès, seguidor del neoclassicisme.

## Biografia
Fill d'un pagès, va néixer el 13 d'abril de 1776 a Damphal, una localitat de Provencheres-sur-Meuse, un municipi de l'Alt Marne que es va fusionar posteriorment amb la de Val-de-Meuse. Va morir prematurament als 30 anys el 12 de gener de 1811 a Roma.
Els primers anys va treballar com a dibuixant en una fàbrica de paper pintat. En el moment de la Revolució va ser ficat a la presó, i després de recuperar la llibertat va entrar a l'estudi de Jean-Baptiste Regnault, de qui va ser deixeble.
El 1805 va guanyar el Primer Gran Premi de Roma de pintura històrica amb la seva Mort de Demòstenes, que ara es troba a les col·leccions del Museu del Louvre a París, però l'estada habitual a Roma no es va oferir com a part del premi aquell any. Va guanyar el premi per segona vegada el 1806, i més tard aquell any va anar a Roma, on va morir. El seu quadre Mort d'Adonis, presentat pòstumament al Saló de 1812, també es va incorporar al Louvre.
El Museu d'Art i Arqueologia de Senlis conserva una cartera de 76 dibuixos d'ell, la majoria esbossats a Itàlia. El Museu de Belles Arts de Rennes en té uns quants més. L'École nationale supérieure des Beaux-arts de París també té un quadre titulat El retorn del fill pròdig. A les col·leccions del Fogg Art Museum de Cambridge (Massachusetts) s'hi conserva una interpretació en burí del seu quadre El pastor de Virgili, feta per Antoine François Gelée.
Una estela en la seva memòria s'erigeix a l'església de Santa Maria del Popolo, a la Piazza del Popolo de Roma. Allà està escrit, en francès: 
“A LA MEMOIRE DE FELIX BOISSELIER. Peintre pensionnaire de l'Académie Française des Beaux Arts à Rome. Né à Amphal Dép. de la Hte Marne, il mourut à Rome le 12 ja cuer 1811 dans la trentième année de son âge. Ses camarades que sa fin prématurée remplit de douleur lui élevèrent ce monument.”
(“EN MEMÒRIA DE FELIX BOISSELIER. Pintor resident a l'Acadèmia Francesa de Belles Arts de Roma. Nascut a Amphal Dep. de Hte Marne, va morir a Roma el 12 gener 1811 als trenta anys de la seva edat. Els seus companys, plens de dolor pel seu final prematur, li va erigir aquest monument.”)